# Kalindi
Kalindi Alves de Souza (Curuçá, 29 de agosto de 1993 — 10 de abril de 2022), conhecido como Kalindi, foi um futebolista brasileiro que atuou como lateral-direito.

## Carreira
Kalindi estreou-se profissionalmente na Segunda Liga pelo Penafiel a 2 de dezembro de 2015, num jogo contra o Mafra.
Pelo Nacional, atuou em 71 partidas e fez um gol.

## Morte
Morreu no dia 10 de abril de 2022, devido a uma parada cardíaca, após uma batalha contra uma doença autoimune.

## Títulos
Nacional
- Segunda Liga: 2019–20